# Gernsback (cráter)

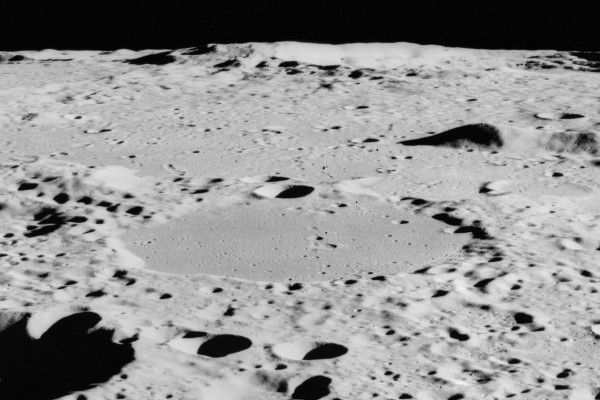
Fotografía de la misión Apolo 15

Gernsback es un cráter de impacto situado en la cara oculta de la Luna, concretamente en la irregular parte noreste del Mare Australe, justo detrás de la extremidad del sudeste. Durante los períodos de libración favorable el cráter puede ser visto desde la Tierra, aunque se divisa lateralmente y por lo tanto sin demasiado detalle. Se halla a una distancia de aproximadamente un diámetro del cráter ubicado al norte Lamb (de mayor tamaño), y al suroeste de Parkhurst.
El interior de este cráter ha sido inundado por la lava, dejando una superficie plana con un albedo bajo que coincide con el aspecto oscuro de la región del mar lunar al sur y al oeste. El brocal es un relieve delgado, de forma circular y con cierta erosión a lo largo del borde del sudeste. Un pequeño cráter atraviesa el borde sur.

## Cráteres satélite
Por convención estos elementos son identificados en los mapas lunares poniendo la letra en el lado del punto medio del cráter que está más cerca de Gernsback.
|           | \| Gernsback \| Coordenadas \| Diámetro \| \| --------- \| ------------------------------- \| -------- \| \| H \| 38°12′S 103°30′E / -38.2, 103.5 \| 43 km \| \| J \| 37°42′S 101°54′E / -37.7, 101.9 \| 18 km \| |          |
| Gernsback | Coordenadas | Diámetro |
| H         | 38°12′S 103°30′E / -38.2, 103.5 | 43 km    |
| J         | 37°42′S 101°54′E / -37.7, 101.9 | 18 km    |